# Santuario municipal Cerro Uchumachi
El Santuario Municipal Cerro Uchumachi es una área protegida de Bolivia ubicada en el municipio de Coroico, en el departamento de La Paz. 

## Características
El santuario tiene una extensión de 8000 hectáreas y fue creado por ordenanza municipal OM 01/95. En esta área protegida, de clima semi tropical, hay un gran patrimonio de flora y fauna, destacándose, por ejemplo, las orquídeas y las aves. La temperatura oscila entre los 18 y los 28 °C.
Desde la cima del cerro Uchumachi, a 2670 metros, se puede observar la Cordillera Real. Los pobladores protegen el santuario porque los provee de agua. Sin embargo, el cultivo de hoja de coca, el turismo, el cambio climático y la minería ilegal suponen una constante amenaza para esta área protegida.